# Dorfkirche Schenkenberg (Delitzsch)

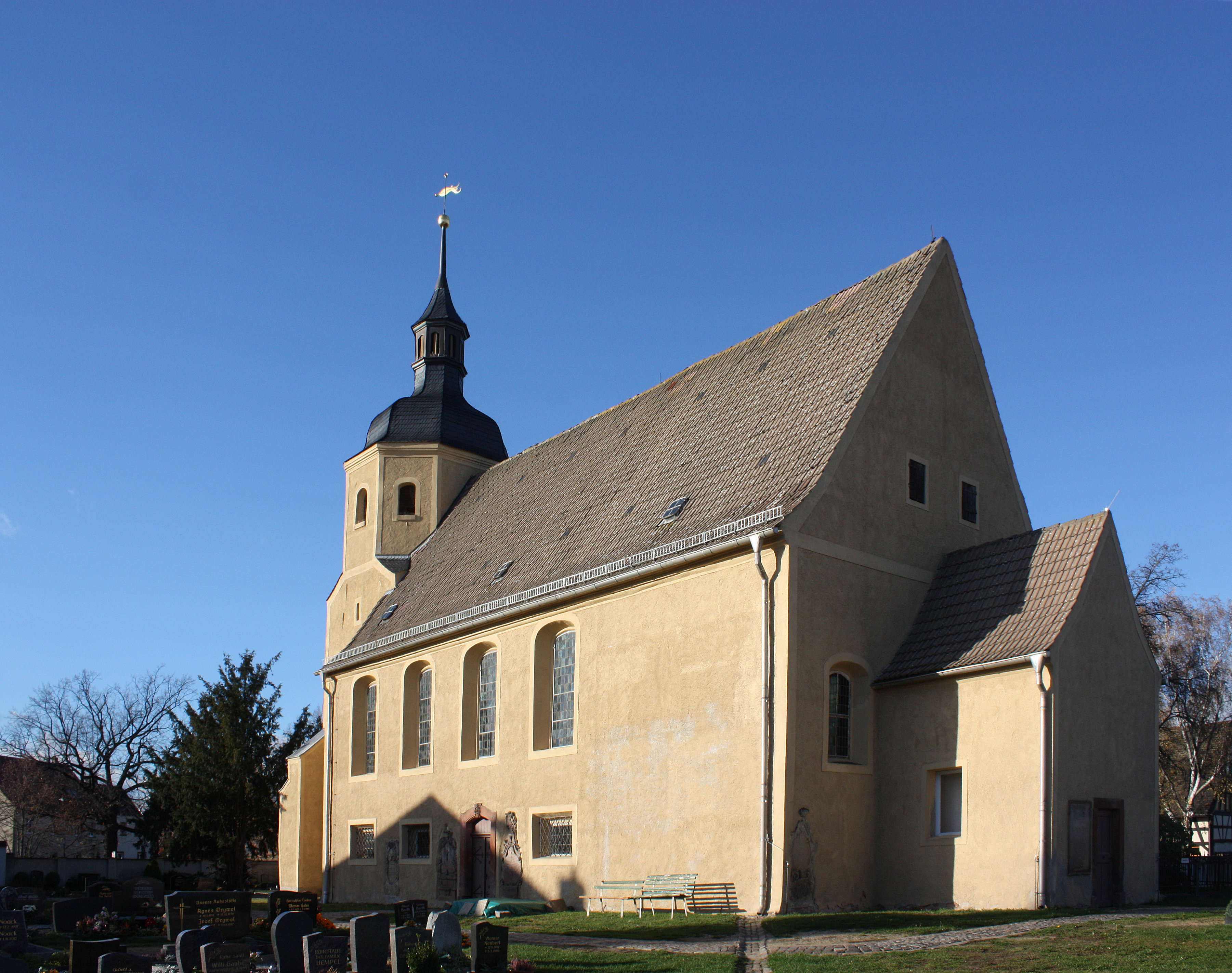
Dorfkirche Schenkenberg (Delitzsch)

Die evangelische Dorfkirche Schenkenberg ist eine barocke Saalkirche im Ortsteil Schenkenberg von Delitzsch im Landkreis Nordsachsen in Sachsen. Sie gehört zum Pfarrbereich Schenkenberg im Kirchenkreis Torgau-Delitzsch der Evangelischen Kirche in Mitteldeutschland.

## Geschichte und Architektur
Das Bauwerk wurde unter Verwendung des romanischen Untergeschosses des Querwestturms im Jahr 1746 als barocke Saalkirche erbaut. Restaurierungen erfolgten in den Jahren 1952, 1972 im Innern und 1996. Die Kirche ist ein Bruchsteinbau unter partieller Verwendung von Backstein mit geradem Ostschluss und Korbbogenfenstern. Im Norden ist die Patronatsloge, im Süden die Sakristei angebaut. Das oktogonale Turmobergeschoss aus verblendetem Fachwerk ist von einer wohlgestalteten Haube mit Laterne bekrönt. In der Mitte der Nord- und Südwand erschließt je ein wappengeschmücktes Portal mit Porphyrrahmung das Innere.
Das Bauwerk ist innen durch eine flache Putzdecke geschlossen; an drei Seiten wurden 1746 Holzemporen auf Kandelabersäulen eingebaut. Die florale Bemalung der Emporenbrüstungen wurde um 1900 ausgeführt.

## Ausstattung
Die reich gestaltete, farbig gefasste Sandsteintaufe ist mit Engelsköpfen und Wappenreliefs in Beschlagwerkornament sowie mit Eierstabfries verziert; sie ist mit Alexander von Miltitz und der Jahreszahl 1596 bezeichnet, der Sockel ist erneuert.
Im Chor befindet sich ein farbig gefasstes, zweigeschossiges Holzepitaph der Familie von Miltitz mit Doppelpilastern und Anschwüngen aus reichem, vergoldetem Roll- und Schweifwerkdekor sowie Wappenreliefs; es zeigt im Sockel kniende Relieffiguren der Verstorbenen, im Mittelfeld die Auferstehung Christi, im Aufsatz ein Relief von Jonas und dem Wal und im Dreiecksgiebel Gottvater mit der Jahreszahl 1614. Mehrere figürliche Grabdenkmäler und prachtvolle figürliche Epitaphien der Familie von Miltitz sind in Sandstein und Holz mit reichem Dekor aus Wappenreliefs, Kartuschen und Knorpel- und Blattwerkrahmung sowie Relieffiguren in zeitgenössischer Tracht aus dem 16. und 17. Jahrhundert versehen.
An der südlichen Außenwand sind figürliche Pastorengrabsteine mit Draperie, geflügelten Engelsköpfen und trauernden Putten aus dem 17. und 18. Jahrhundert in Sandstein erhalten.
Die Orgel ist ein Werk von Eule Orgelbau aus dem Jahr 2000 mit sechs Registern auf einem Manual und Pedal, das aus dem Bundeswehrkrankenhaus in Leipzig im Jahr 2009 hierher umgesetzt wurde.